# كاولي ودرو
كاولي ودرو (بالإنجليزية: Cauley Woodrow)‏ (2 ديسمبر 1994 في المملكة المتحدة - ) هو لاعب كرة قدم بريطاني في مركز الهجوم. شارك مع منتخب إنجلترا تحت 17 سنة لكرة القدم ومنتخب إنجلترا تحت 20 سنة لكرة القدم ومنتخب إنجلترا تحت 21 سنة لكرة القدم. أما مع النوادي، فقد لعب مع نادي فولهام ونادي لوتون تاون ونادي ساوثيند يونايتد.

## وصلات خارجية
- كاولي ودرو على موقع الاتحاد الأوربي (الإنجليزية)
- كاولي ودرو على موقع قاعدة بيانات كرة القدم.إي يو (الإنجليزية)
- كاولي ودرو على موقع Soccerbase.com (لاعب) (الإنجليزية)
- كاولي ودرو على موقع Soccerway.com (الإنجليزية)
- كاولي ودرو على موقع عالم كرة القدم.نت (الإنجليزية)